# 坪川武光
坪川 武光（つぼかわ たけみつ、1909年 - 1940年12月19日)は、北海道小樽市出身のクロスカントリースキー、ノルディック複合選手。

## 来歴
旧制札幌商業学校 → 早稲田大学 → 北海道庁
早大在学中、1930年の第8回全日本スキー選手権大会クロスカントリースキー個人18kmとリレーで優勝。翌1931年の全日本学生スキー選手権大会でも、早大チームのメンバーとして、クロスカントリースキー32kmリレーを制する。1932年レークプラシッドオリンピックの代表に選出され、クロスカントリースキー個人長距離（18km）で15位、ノルディック複合では前半の距離で5位、総合でも日本人選手最高の15位に入る健闘を見せた。
1933年の全日本スキー選手権大会では、ノルディック複合で優勝するなど、その後も日本の第一線選手として活躍したが、1940年12月、32歳（数え年）で病死した。

## 参考資料
- 小川勝次「日本スキー発達史」朋文堂、1956年
- 菅原悦子「歴史ポケットスポーツ新聞冬季オリンピック」大空出版、2009年
- 北海道スキー連盟編「栄光の軌跡 北海道スキー連盟創立70周年記念誌」、2002年